# كتلة حيوية خشبية

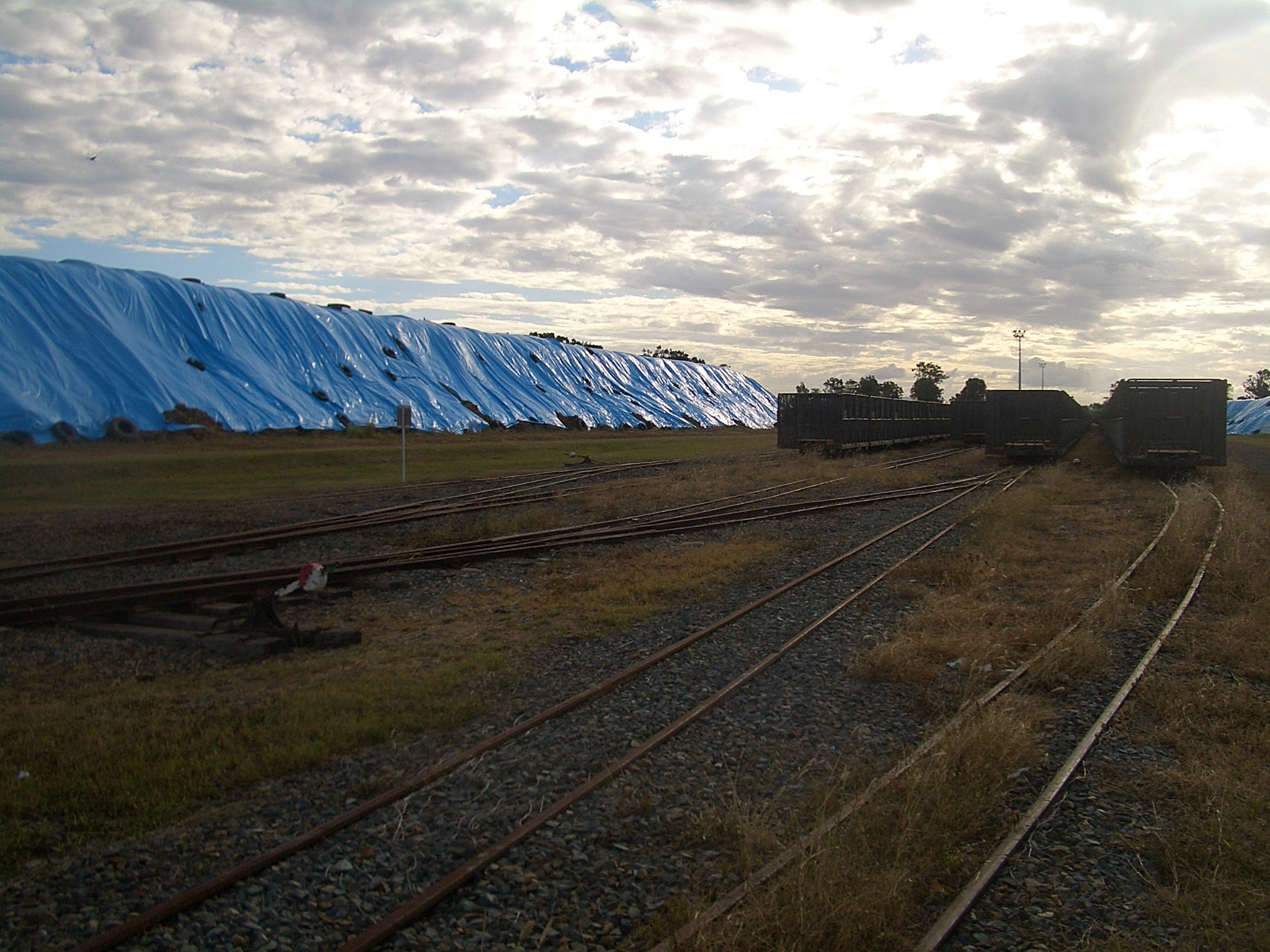
مسارات سكة حديد قصب السكر الضيقة ، بالقرب من مطحنة سكر بروسيربين. يغطي البلاستيك الأزرق أكوامًا من تفل قصب السكر (ألياف قصب السكر تشبه المهاد). عربات السكك الحديدية فارغة لأن هذا غير موسمها

تُشير الكتلة الحيوية الخشبية (بالإنجليزية: Lignocellulose)، إلى المادة الجافة النباتية (الكتلة الحيوية). وهي المادة الخام الأكثر وفرة على وجه الأرض لإنتاج الوقود الحيوي، وبشكل رئيسي الإيثانول الحيوي. وتتكون من بوليمرات الكربوهيدرات (السليلوز، هيميسيلولوز)، والبوليمر العطري (اللجنين). تحتوي هذه البوليمرات الكربوهيدراتية على مونومرات سكر مختلفة (ستة وخمس سكريات كربونية) وهي مربوطة بإحكام باللجنين. يمكن تصنيف الكتلة الحيوية الخشبية على نطاق واسع إلى الكتلة الحيوية البكر، والكتلة الحيوية للنفايات ومحاصيل الطاقة. تشمل الكتلة الحيوية العذراء جميع النباتات الأرضية التي تحدث بشكل طبيعي مثل الأشجار والشجيرات والعشب. يتم إنتاج الكتلة الحيوية للنفايات كمنتج ثانوي منخفض القيمة لقطاعات صناعية مختلفة مثل الزراعة (مخزون الذرة، قصب السكر، القش إلخ) والحراجة (مطحنة المنشار ومصانع الورق). محاصيل الطاقة هي محاصيل ذات إنتاجية عالية من الكتلة الحيوية الخشبية المنتجة لتكون بمثابة مادة خام لإنتاج الجيل الثاني من الوقود الحيوي؛ وتشمل الأمثلة ثمام عصوي وعشب الفيل.
العديد من المحاصيل ذات أهمية لقدرتها على توفير غلة عالية من الكتلة الحيوية ويمكن حصادها عدة مرات كل عام. وتشمل هذه أشجار الحور على سبيل المثال.